# Ernst Witt
Pour les articles homonymes, voir Witt.
Ernst Witt (26 juin 1911 à Als - 3 juillet 1991 à Hambourg) est un mathématicien allemand.
Son père étant missionnaire, il part en Chine pour ne revenir en Europe qu'en 1920. Il étudie à l'université de Fribourg-en-Brisgau. Il s'inscrit aux SA en 1933. En 1936 il obtient, encadré par Emmy Noether à l'université de Göttingen, son doctorat dont le sujet porte sur le théorème de Riemann-Roch. Il enseigne alors jusqu'en 1937 à l'université de Hambourg.
Les travaux de Witt portent surtout sur l'algèbre et les formes quadratiques.